# FK 라드니크 수르둘리차
FK 라드니크 수르둘리차(세르비아어: Фудбалски клуб Радник Сурдулица / Fudbalski klub Radnik Surdulica)는 수르둘리차를 연고로 하는 세르비아의 축구 클럽이다. 현재는 세르비아 수페르리가에 참가하고 있다.

## 선수 명단

### 현역
- 사딕 아부바카르(2022 ~ )
- 에딘 루스테모비치(2022 ~ 2023, 2024 ~ )
- 페타르 쿠니치(2022 ~ )

### 역대
틀:FK 라드니크 수르둘리차 선수 명단